# Tagewerben
Tagewerben este o comună din landul Saxonia-Anhalt, Germania.